# Liste der Biografien/Van B
Liste der Biografien |
Portal Biografien |
B Personensuche
# |
A |
B |
C |
D |
E |
F |
G |
H |
I |
J |
K |
L |
M |
N |
O |
P |
Q |
R |
S |
T |
U |
V |
W |
X |
Y |
Z |
?
 
Va |
Vd |
Ve |
Vh |
Vi |
Vj |
Vl |
Vn |
Vo |
Vr |
Vs |
Vt |
Vu |
Vy
 
Vaa |
Vab |
Vac |
Vad |
Vae |
Vaf |
Vag |
Vah |
Vai |
Vaj |
Vak |
Val |
Vam |
Van |
Vap |
Vaq |
Var |
Vas |
Vat |
Vau |
Vav |
Vaw |
Vax |
Vay |
Vaz
 
Van A |
Van B |
Van C |
Van D |
Van E |
Van F |
Van G |
Van H |
Van I |
Van K |
Van L |
Van M |
Van N |
Van O |
Van P |
Van Q |
Van R |
Van S |
Van T |
Van U |
Van V |
Van W |
Van Y |
Van Z

Vana |
Vanb |
Vanc |
Vand |
Vane |
Vang |
Vanh |
Vani |
Vanj |
Vank |
Vanl |
Vanm |
Vann |
Vano |
Vanp |
Vanq |
Vanr |
Vans |
Vant |
Vanu |
Vanv |
Vanw |
Vany |
Vanz
Die Liste der Biografien führt alle Personen auf, die in der deutschsprachigen Wikipedia einen Artikel haben. Dieses ist eine Teilliste mit 60 Einträgen von Personen, deren Namen mit den Buchstaben „Van B“ beginnt.

## Van B

### Van Ba
- Van Baelen, Kamiel (1915–1945), belgischer Schriftsteller und Widerstandskämpfer
- Van Barneveld, Harry (* 1967), belgischer Judoka

### Van Be
- Van Beeck, Louis, belgischer Bogenschütze
- Van Beek, Logan (* 1990), niederländischer Cricketspieler
- Van Beers, Jan (1821–1888), flämischer Dichter
- Van Beers, Jan (1852–1927), belgischer Maler
- Van Beirendonck, Walter (* 1957), belgischer Modedesigner
- Van Belle, Gustave (1889–1969), belgischer Karambolagespieler
- Van Belle, Gustave (1912–1954), belgischer Radrennfahrer
- Van Belle, Marco, irischer Filmregisseur, Filmproduzent und Drehbuchautor
- van Beneden, Édouard (1846–1910), belgischer Entwicklungsbiologe und Cytologe
- Van Beneden, Pierre-Joseph (1809–1894), belgischer Parasitologe und Paläontologe
- Van Benschoten, Anna Lavinia (1866–1927), US-amerikanische Mathematikerin und Hochschullehrerin
- Van Bergen, Harry (1871–1963), US-amerikanischer Segler
- Van Berkel, Lucas (* 1991), kanadischer Volleyballspieler
- Van Beurden, Victor (1908–1991), belgischer Ordensgeistlicher, römisch-katholischer Bischof von Kole
- Van Bever, Jozef (1889–1954), belgischer Bahnradsportler

### Van Bi
- Van Bibber, Geraldine (* 1951), kanadische Politikerin und eine Art Generalgouverneur von Yukon
- Van Biesbroeck, George (1880–1974), US-amerikanischer Astronom
- Van Binst, Gilbert (1951–2025), belgischer Fußballspieler

### Van Bl
- Van Blarcum, Aaron (* 1976), US-amerikanischer Unternehmer und Pokerspieler
- Van Bloss, Nick (* 1967), englischer Pianist und Autor

### Van Bo
- Van Bogaert, Frank (* 1962), belgischer Musiker der elektronischen Musik
- Van Bondt, Geert (* 1970), belgischer Radrennfahrer
- Van Booy, Simon (* 1975), britischer Schriftsteller und Essayist
- Van Bork, Bert (1928–2014), deutsch-amerikanischer Künstler und Dokumentarfilmer
- Van Bossuit, Francis (1635–1692), flämischer Bildhauer
- Van Boven, Jim (* 1949), US-amerikanischer Radrennfahrer
- Van Boven, Kristof (* 1981), belgischer SchauspielerKristof Van Boven (* 1981)

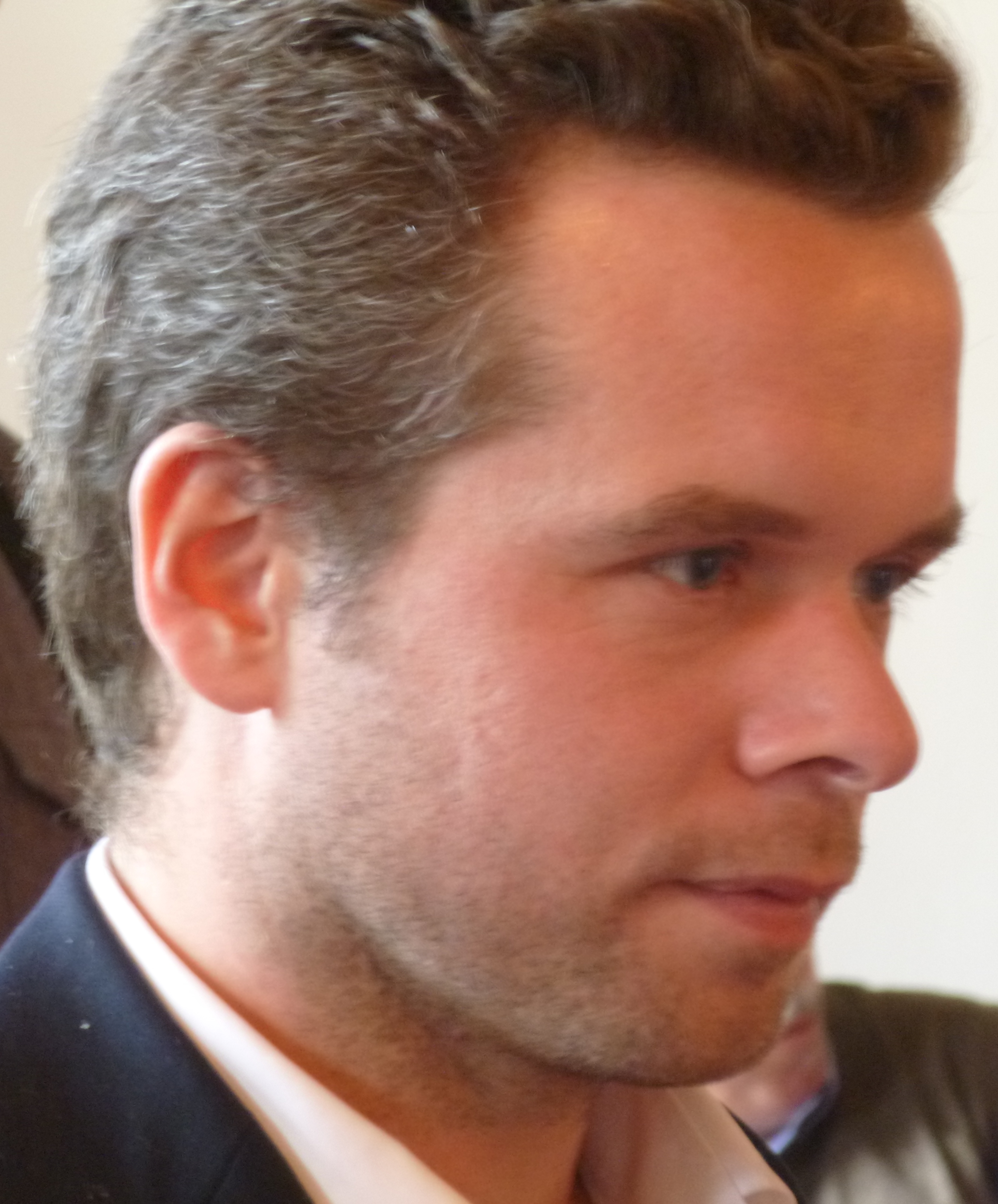
Kristof Van Boven (* 1981)

- van Boven, Pieter (1898–1952), niederländischer Fechter
- Van Boxmeer, John (* 1952), kanadischer Eishockeyspieler und -trainer

### Van Br
- Van Brabant, Benny (* 1959), belgischer Radrennfahrer
- Van Brabant, Lionel (1926–2004), belgischer Radrennfahrer
- Van Brandt, Fons (1927–2011), belgischer Fußballspieler
- Van Branteghem, Cédric (* 1979), belgischer Sprinter
- Van Breda, Herman Leo (1911–1974), belgischer Franziskaner, Philosoph und Begründer des Husserl-Archivs in Löwen
- Van Bree, Stéphanie (* 1986), belgische Beachvolleyballspielerin
- Van Breedam, Liesbet (* 1979), belgische Volleyball- und Beachvolleyballspielerin
- Van Brempt, Kathleen (* 1969), belgische Politikerin (sp.a), MdEP
- Van Broeckhoven, Christine (* 1953), belgische Medizinerin
- Van Brummelen, Glen (* 1965), kanadischer Mathematikhistoriker
- Van Brunt, Henry (1832–1903), US-amerikanischer Architekt

### Van Bu
- Van Buggenhout, Jean (1905–1974), belgischer Radrennfahrer
- Van Buren, Albert William (1878–1968), US-amerikanischer Klassischer Archäologe
- Van Buren, Amelia († 1942), US-amerikanische Fotografin
- Van Buren, Angelica (1818–1877), US-amerikanische First Lady
- Van Buren, Ebert (1924–2019), US-amerikanischer American-Football-Spieler
- Van Buren, Elizabeth Douglas (1881–1961), britische Klassische und Vorderasiatische Archäologin
- Van Buren, Hannah (1783–1819), Ehefrau von Martin Van Buren
- Van Buren, James (1935–2012), US-amerikanischer Blues- und Jazzsänger
- Van Buren, John (1799–1855), US-amerikanischer Jurist und Politiker
- Van Buren, John (1810–1866), US-amerikanischer Jurist und Politiker
- Van Buren, Martin (1782–1862), US-amerikanischer Politiker, 8. Präsident der Vereinigten StaatenMartin Van Buren (1782–1862)

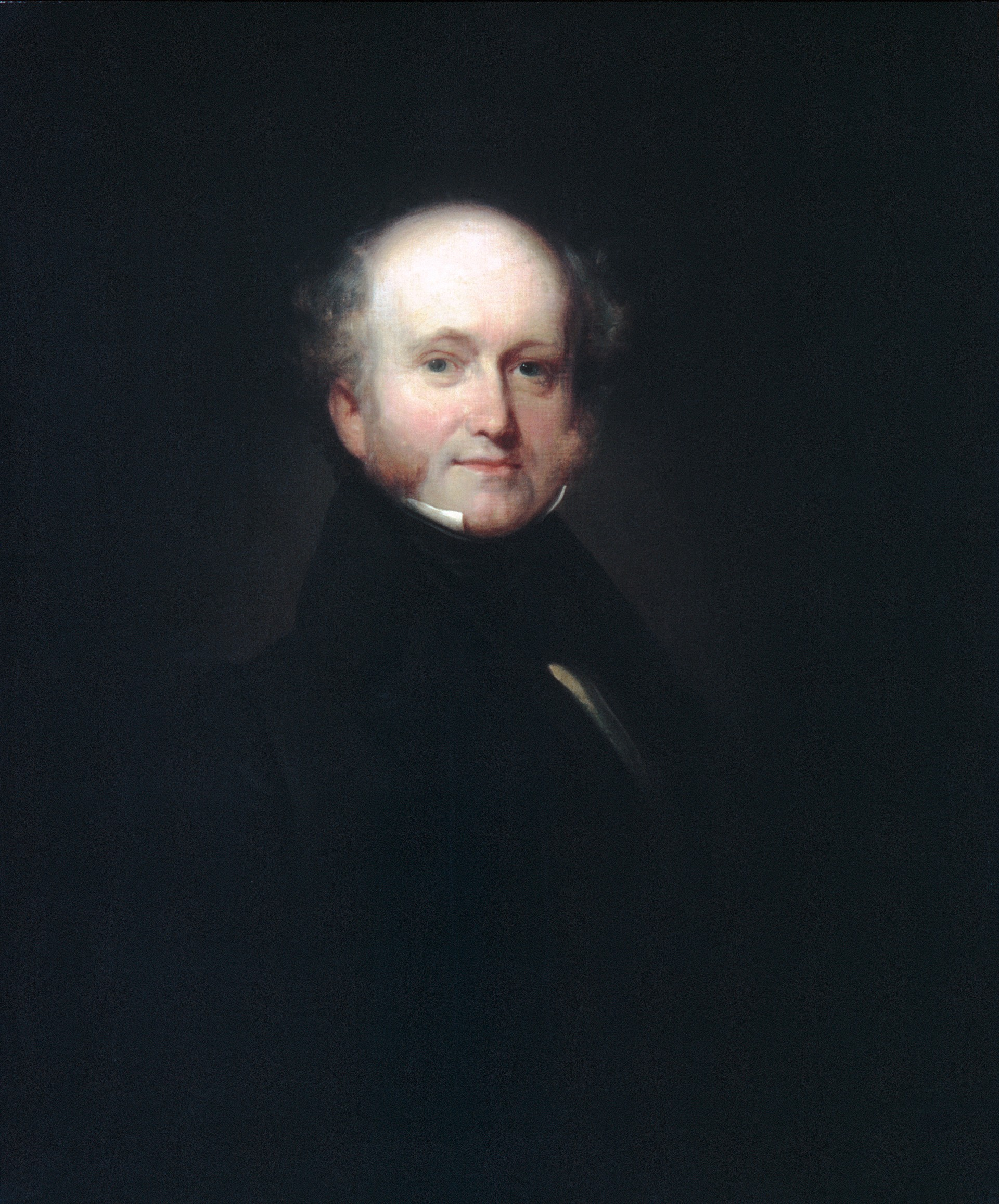
Martin Van Buren (1782–1862)

- Van Buren, Parker (* 2002), US-amerikanischer Volleyballspieler
- Van Buren, Steve (1920–2012), US-amerikanischer American-Football-Spieler
- Van Buren, Sven (* 1983), belgischer Eishockeyspieler
- Van Buskirk, Layne (* 1998), kanadische Volleyballnationalspielerin
- Van Buynder, Isabel (* 1991), belgische Skirennläuferin
- Van Buyten, Daniel (* 1978), belgischer Fußballspieler

### Van By
- Van Bylen, Hans (* 1961), belgischer Manager, Vorstandsvorsitzender von Henkel (seit Mai 2016)